# Henriette Christine av Braunschweig-Wolfenbüttel
Henriette Christine av Braunschweig-Wolfenbüttel, född 1669, död 1753, var en tysk abbedissa. Hon var regerande furstlig abbedissa av Stift Gandersheim mellan 1693 och 1712. var ett kejserligt kloster med Landeshoheit, något som gjorde dess föreståndare till en monark och gav klostret status som en stat.
Hon blev känd för sin verksamhet som mecenat för kultur och konst under sin regeringstid. År 1712 födde on plötsligt ett barn, vilket demonstrerade att hon hade brutit sina klosterlöften. Officiellt sades det att hon hade blivit våldtagen, men det var känt att hon i själva verket hade haft ett frivilligt förhållande med ämbetsmannen Georg Christoph von Braun (1663-1720). 
Henriette Christine tvingades abdikera från sitt ämbete, fadern till hennes barn förvisades, medan Henriette Christine själv tvingades in i det katolska Roermond kloster i Nederländerna. Vad som skedde med hennes barn, en son, är okänt. Hon trotsade sin fars krav att hon skulle bli nunna på riktigt, men levde i klostret som gäst till sin död.